# Maria di Tver'
Maria Borisovna di Tver' in russo Мария Борисовна? (1442 – 1467) fu la prima moglie del Gran Principe Ivan III e figlia del boiardi Boris Aleksandrovič di Tver'.
Quando Vassili II (padre di Ivan III) si stava apprestando ad attaccare il cugino Dmitrij Šemjaka, trovò un alleato nella persona di Boris di Tver'. I due decisero di siglare un'alleanza combinando il matrimonio tra il futuro Ivan III e Maria di Tver' nel 1452. Sofferente di infermità fisica fin dall'infanzia morì, secondo il resoconto pervenutoci da Iosef Volosckij, avvelenata nel 1467. Nel 1458 diede alla luce Ivan il Giovane, primogenito di Ivan III.